# Aérodrome d'Hemavan Tärnaby
L'aéroport d'Hemavan Tärnaby (Hemavan Tärnaby Airport) est un aéroport régional situé à Hemavan, à 19 km de Tärnaby, dans la commune de Storuman, comté de Västerbotten, en Laponie suédoise. Il dispose de liaisons 6 jours par semaine avec l'aéroport de Stockholm-Arlanda, assurée par la compagnie Nextjet, pour une durée de vol de 2h25,. Il est en particulier utilisé pour accéder aux diverses activités touristiques dans la réserve naturelle de Vindelfjällen et ses alentours.
L'aéroport fut construit en automne 1993 et les premiers vols charter avec Bodø et Umeå commencèrent l'année suivante, opérés par Widerøe. En 1997, une route vers Arlanda opérée par Skyways fut ouverte, remplacée en 2008 par Nextjet.

## Situation

### Carte des aéroports de Suède
| \| 50 km1:2 974 000 \| Montagnes · Sälen Ängelholm–Helsingborg Åre Östersund Arvidsjaur Borlänge Gällivare Göteborg-Landvetter Hagfors Halmstad Hemavan Tärnaby Jönköping Kalmar Karlstad Kiruna Kramfors-Sollefteå Linköping Luleå Lycksele Malmö Mora-Siljan Norrköping Örnsköldsvik Örebro Pajala Ronneby Skellefteå Stockholm-Arlanda Stockholm-Bromma Stockholm-Skavsta Stockholm-Västerås Sundsvall-Timrå Sveg Torsby Trollhättan–Vänersborg Umeå Växjö Vilhelmina Visby |
| 50 km1:2 974 000 |

## Statistiques
Pour des raisons techniques, il est temporairement impossible d'afficher le graphique qui aurait dû être présenté ici.

Voir la requête brute et les sources sur Wikidata.

## Compagnies et destinations
| Compagnies   | Destinations                |
| ------------ | --------------------------- |
| Amapola Flyg | Kramfors, Stockholm-Arlanda |

Actualisé le 26/02/2023